# Дитмары
Дитмары (нем. von Ditmar, von Dittmar) — прибалтийские дворянские роды.
Существовало три рода — Диттмар, Дитмер и Дитмар, имевшие одинаковый герб. По мужской линии род пресёкся в 1935 году. Род был внесён в матрикул лифляндского и эстляндского дворянства и во II часть дворянской родословной книги острова Эзеля и Московской губернии.
Один из них происходит от Мейнерта Дитмара (нем. Meinhart Ditmar), умершего в 1663 году. Мейнерт Дитмар получил в 1625 году от шведского короля Густава II Адольфа небольшое поместье Удевере, а в 1628 году — Васакюлль.
Другой род происходил от врача-хирурга Генриха Диттмара (1747, Хильдесгейм — 1814, Лифляндская губерния).
Третья, эзельская ветвь рода, происходила от Иоганна Людвига Дитмара (1713—1763) — пастора на острове Эзель. В числе владений этого рода были поместья: Кюдема, Клаусхольм, Юрси.

## Известные представители
- Мейнерт Дитмар (?—1663)
  - 7-е поколение: Вольдемар Фридрих Карл фон Дитмар[нем.] (1795—1826)
    - Карл фон Дитмар (1822—1892) — российский геолог, исследователь Камчатки.

- Иоганн Людвиг Дитмар (1713—1763)
  - Каспар Людвиг (Леонтий Иванович) Дитмар (1742—1793)
    - Рейнгольд Фридрих (Фридрих Леонтьевич) Дитмар (1777–1854)
      - Александр Фёдорович фон Дитмар (1803–1875) — подполковник (1849), дворянин Псковской губернии.
        - Фёдор Александрович фон Дитмар (1835 — не ранее 1906) — инженер путей сообщения, тайный советник.
        - Пётр Александрович фон Дитмар (1844—1902) 
          - Дитмар, Борис Петрович (1878—1948) — российский и советский географ.
            - Дитмар, Андрей Борисович (1911—1989) — советский географ.

    - Пётр Леонтьевич фон Дитмар (1788—1828) — полковник; был награждён золотой шпагой с надписью «За храбрость» (03.06.1813) и Pour le mérite (1814).
      - Николай Петрович фон Дитмар (1820—1894/1895) — генерал-лейтенант, наказной атаман Забайкальского казачьего войска, военный губернатор Забайкальской области.
        - Пётр Николаевич фон Дитмар (1849—1924), инженер
          - Георг Петрович фон Дитмар (1889—?)
            - Марина фон Дитмар (1914—2014) — немецкая актриса театра и кино.

        - Андрей Николаевич фон Дитмар (1865 – не ранее 1950) — автор «Воспоминаний».

      - Алексей Петрович (1826—1860) — капитан лейб-гвардии Семёновского полка.

    - Егор Леонтьевич Дитмар (1789—1852)
      - Наполеон Егорович (1834—1909), отставной гвардии-поручик, ландрихтер Эзельского ландгерихта (1870—1885)
        - Виктор Наполеонович Дитмар (1866—1935) — юрист, действительный статский советник (1912), товарищ обер-прокурора Правительствующего сената (1915), советник дипломатической миссии Эстонии в Москве (1925), член Эстонского Верховного суда в Дерпте.

- Фёдор Владимирович фон Дитмар (1809—1879) — генерал-майор (русская пограничная стража)
  - Николай Фёдорович фон Дитмар (1865—1919) — российский общественный и политический деятель, предприниматель, участник Гражданской войны.